# دروودی
دروودی (به صربی: Drvodelj) یک منطقهٔ مسکونی در صربستان است که در لبانه واقع شده‌است. دروودی ۹۵ نفر جمعیت دارد.